# Macrura Reptantia
Sous-ordre
Les Macrura Reptantia sont un sous-ordre de crustacés décapodes, qui comprend notamment les langoustes, écrevisses, homards et langoustines. 
Ce sous-ordre est considéré comme non valide par le World Register of Marine Species dans la mesure où le nom d'un sous-ordre ne peut être binomial.

## Liste des infra-ordres
Selon World Register of Marine Species (2 septembre 2015) :
- infra-ordre Achelata -- Langoustes et cigales de mer
- infra-ordre Astacidea -- Écrevisses, homards et langoustines
  - Super-famille Astacoidea Latreille, 1802
  - Super-famille Enoplometopoidea Saint Laurent, 1988
  - Super-famille Nephropoidea Dana, 1852
- infra-ordre Glypheidea
  - Super-famille Glypheoidea Winkler, 1882
- infra-ordre Polychelida
  - Super-famille Eryonoidea